# Sesbania
Genre
Classification phylogénétique
Tribu
Sesbania est un genre de plantes à fleurs de la famille des Fabaceae et de la sous-famille des Faboideae. C'est le seul genre de sa tribu, les Sesbanieae.

## Liste d'espèces
- Sesbania benthamiana
- Sesbania bispinosa
- Sesbania brachycarpa
- Sesbania brevipedunculata
- Sesbania campylocarpa
- Sesbania cannabina
- Sesbania chippendalei
- Sesbania cinerascens
- Sesbania coerulescens
- Sesbania concolor
- Sesbania dalzielii
- Sesbania drummondii
- Sesbania dummeri
- Sesbania emerus
- Sesbania erubescens
- Sesbania exasperata
- Sesbania formosa
- Sesbania goetzei
- Sesbania grandiflora
- Sesbania greenwayi
- Sesbania hepperi
- Sesbania herbacea
- Sesbania hirtistyla
- Sesbania hobdyi
- Sesbania javanica
- Sesbania keniensis
- Sesbania leptocarpa
- Sesbania longifolia
- Sesbania macowaniana
- Sesbania macrantha
- Sesbania macroptera
- Sesbania microphylla
- Sesbania notialis
- Sesbania oligosperma
- Sesbania pachycarpa
- Sesbania paucisemina
- Sesbania punicea
- Sesbania quadrata
- Sesbania rostrata
- Sesbania sericea
- Sesbania sesban
- Sesbania simpliciuscula
- Sesbania somaliensis
- Sesbania speciosa
- Sesbania sphaerosperma
- Sesbania subalata
- Sesbania sudanica
- Sesbania tetraptera
- Sesbania tomentosa
- Sesbania transvaalensis
- Sesbania vesicaria
- Sesbania virgata